# Liste der Nummer-eins-Hits in den Cash Box Charts (1973)
Diese Liste enthält alle Nummer-eins-Hits in den amerikanischen Cash Box Charts im Jahr 1973. Es gab in diesem Jahr 40 Nummer-eins-Singles.
| Singles |
| --- |
| - Billy Paul – Me and Mrs. Jones - 2 Wochen (23. Dezember 1972 – 5. Januar 1973) - Carly Simon – You're So Vain - 2 Wochen (6. Januar – 19. Januar) - Stevie Wonder – Superstition - 2 Wochen (20. Januar – 2. Februar) - Elton John – Crocodile Rock - 2 Wochen (3. Februar – 16. Februar) - Hurricane Smith – Oh, Babe, What Would You Say? - 1 Woche (17. Februar – 23. Februar) - The Spinners – Could It Be I'm Falling In Love? - 1 Woche (24. Februar – 2. März) - Eric Weissberg & Steve Mandell – Dueling Banjos - 1 Woche (3. März – 9. März) - Roberta Flack – Killing Me Softly With His Song - 3 Wochen (10. März – 30. März) - The O’Jays – Love Train - 1 Woche (31. März – 6. April) - Gladys Knight & The Pips – Neither One of Us (Wants to Be the First to Say Goodbye) - 1 Woche (7. April – 13. April) - The Four Tops – Ain't No Woman (Like the One I've Got) - 1 Woche (14. April – 20. April) - Vicki Lawrence – The Night The Lights Went Out In Georgia - 2 Wochen (21. April – 27. April) - Dawn – Tie a Yellow Ribbon Round the Ole Oak Tree - 3 Wochen (28. April – 18. Mai) - Stevie Wonder – You Are The Sunshine Of My Life - 1 Woche (19. Mai – 25. Mai) - Edgar Winter Group – Frankenstein - 1 Woche (26. Mai – 1. Juni) - Paul McCartney & Wings – My Love - 4 Wochen (2. Juni – 29. Juni) - George Harrison – Give Me Love (Give Me Peace On Earth) - 2 Wochen (30. Juni – 13. Juli) - Billy Preston – Will It Go Round In Circles - 1 Woche (14. Juli – 20. Juli) - Three Dog Night – Shambala - 1 Woche (21. Juli – 27. Juli) - Jim Croce – Bad, Bad Leroy Brown - 1 Woche (28. Juli – 3. August) - The Carpenters – Yesterday Once More - 1 Woche (4. August – 10. August) - Diana Ross – Touch Me In The Morning - 1 Woche (11. August – 17. August) - Wings – Live and Let Die - 1 Woche (18. August – 24. August) - Stories: Brother Louie - 1 Woche (25. August – 31. August) - Marvin Gaye – Let's Get It On - 1 Woche (1. September – 7. September) - Helen Reddy – Delta Dawn - 2 Wochen (8. September – 21. September) - Grand Funk – We're An American Band - 1 Woche (22. September – 28. September) - Paul Simon – Loves Me Like a Rock - 1 Woche (29. September – 5. Oktober) - Cher – Half-Breed - 1 Woche (6. Oktober – 12. Oktober) - Stevie Wonder – Higher Ground - 1 Woche (13. Oktober – 19. Oktober) - The Allman Brothers Band – Ramblin' Man - 1 Woche (20. Oktober – 26. Oktober) - The Rolling Stones – Angie - 1 Woche (27. Oktober – 2. November) - Eddie Kendricks – Keep On Truckin' (Part 1) - 1 Woche (3. November – 9. November) - Gladys Knight & The Pips – Midnight Train to Georgia - 1 Woche (10. November – 16. November) - DeFranco Family – Heartbeat (It's a Lovebeat) - 1 Woche (11. November – 23. November) - Ringo Starr – Photograph - 1 Woche (24. November – 30. November) - The Carpenters – Top Of The World - 1 Woche (1. Dezember – 7. Dezember) - Elton John – Goodbye Yellow Brick Road - 1 Woche (8. Dezember – 14. Dezember) - Chicago – Just You 'n' Me - 1 Woche (15. Dezember – 21. Dezember) - Charlie Rich – The Most Beautiful Girl - 2 Wochen (22. Dezember 1973 – 4. Januar 1974) |